# Agrilus adlbaueri
Agrilus adlbaueri é uma espécie de inseto do género Agrilus, família Buprestidae, ordem Coleoptera.
Foi descrita cientificamente por Niehuis, 1987.